# Porto di Suape
Il Porto di Suape (in portoghese: Porto de Suape) è uno dei principali porti di Brasile e America Latina. È un porto marittimo situato nella città di Ipojuca e Cabo de Santo Agostinho, Pernambuco. È il più grande porto pubblico della Regione Nordest del Brasile e occupa la quinta posizione nella classifica nazionale.
Il sistema di accesso terrestre al porto è costituito da BR-101 e BR-232. Ha una profondità di 15,5 m nel porto interno e fino a 20 m nel porto esterno. Nel 2018, Suape ha presentato un totale di 23,6 milioni di tonnellate di prodotti trasportati, essendo responsabile del più grande movimento nazionale di rinfuse liquide (17,5 milioni di tonnellate) e cabotaggio (15,3 milioni di tonnellate). I derivati del petrolio sono stati quelli che hanno avuto il maggiore impatto sulla gestione del porto, per la necessità di trasferire la Raffineria Abreu e Lima. Altri prodotti eccezionali nel porto di Suape sono le esportazioni di automobili, minerale di ferro, semi di soia e zucchero e l'esportazione di container. Considerando i dati del 2014, i prodotti esportati da Suape sono prodotti principalmente nello stato di Pernambuco (70,41%), con i prodotti di Paraíba al secondo posto (9,1%) e quelli del Rio Grande do Norte al terzo posto con il 6,32%. D'altra parte, i prodotti importati arrivano principalmente a Pernambuco (88,37%), e il resto principalmente a Paraíba (3,95%) e Ceará (2,56%).

## Galleria d'immagini

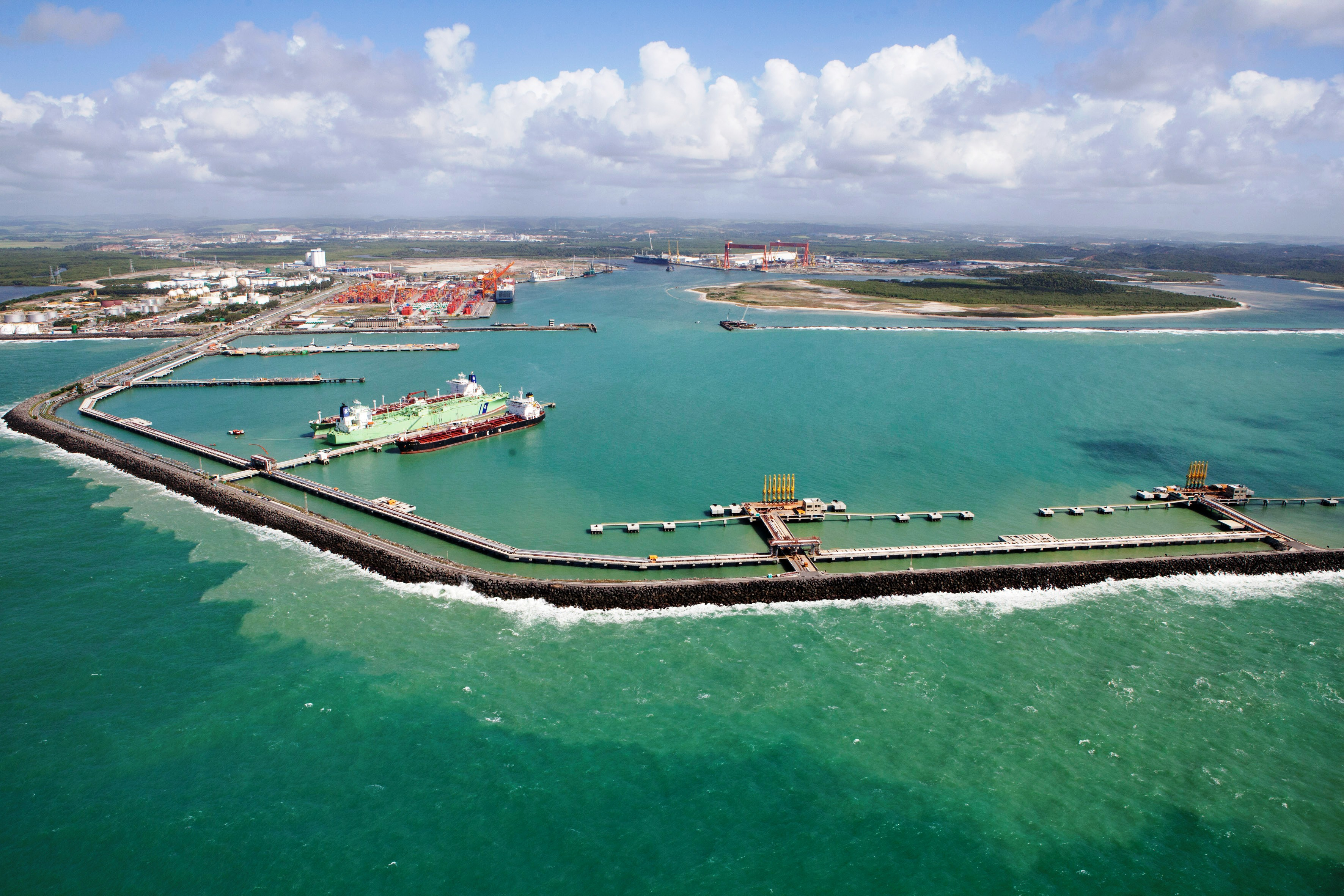
Suape, 2012
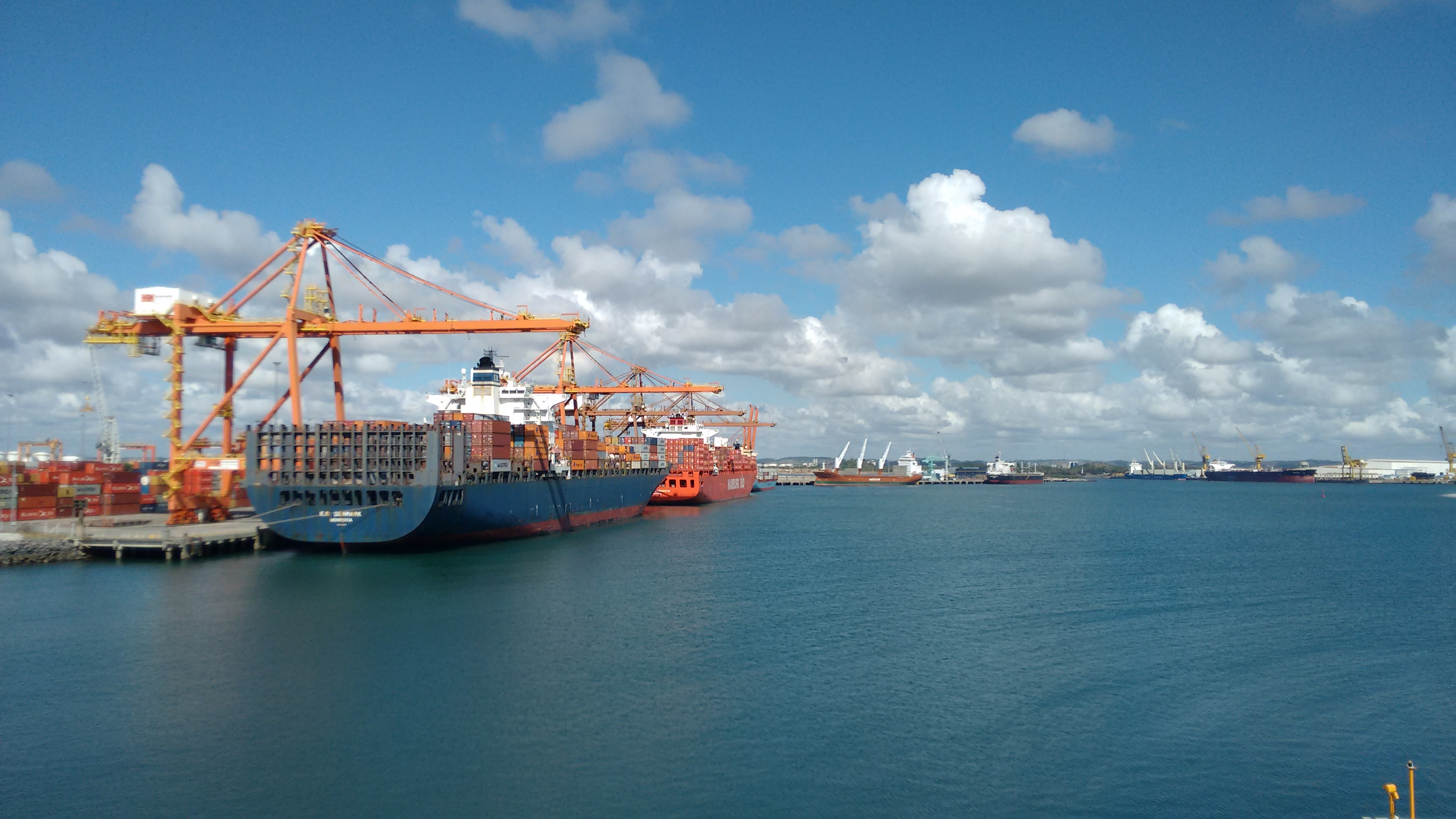
Porto interno (porto di Suape)
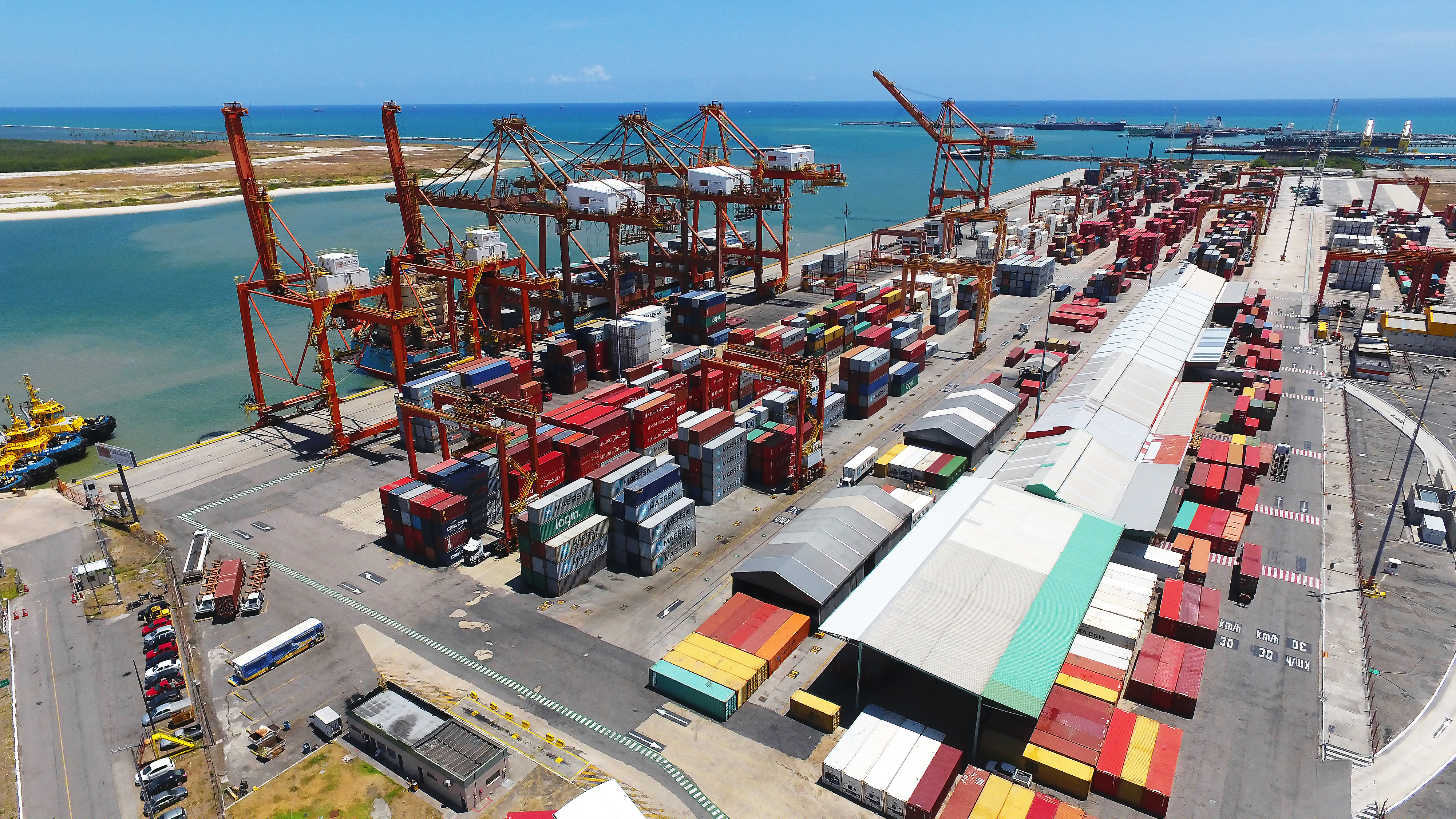
TECON (Terminal container)
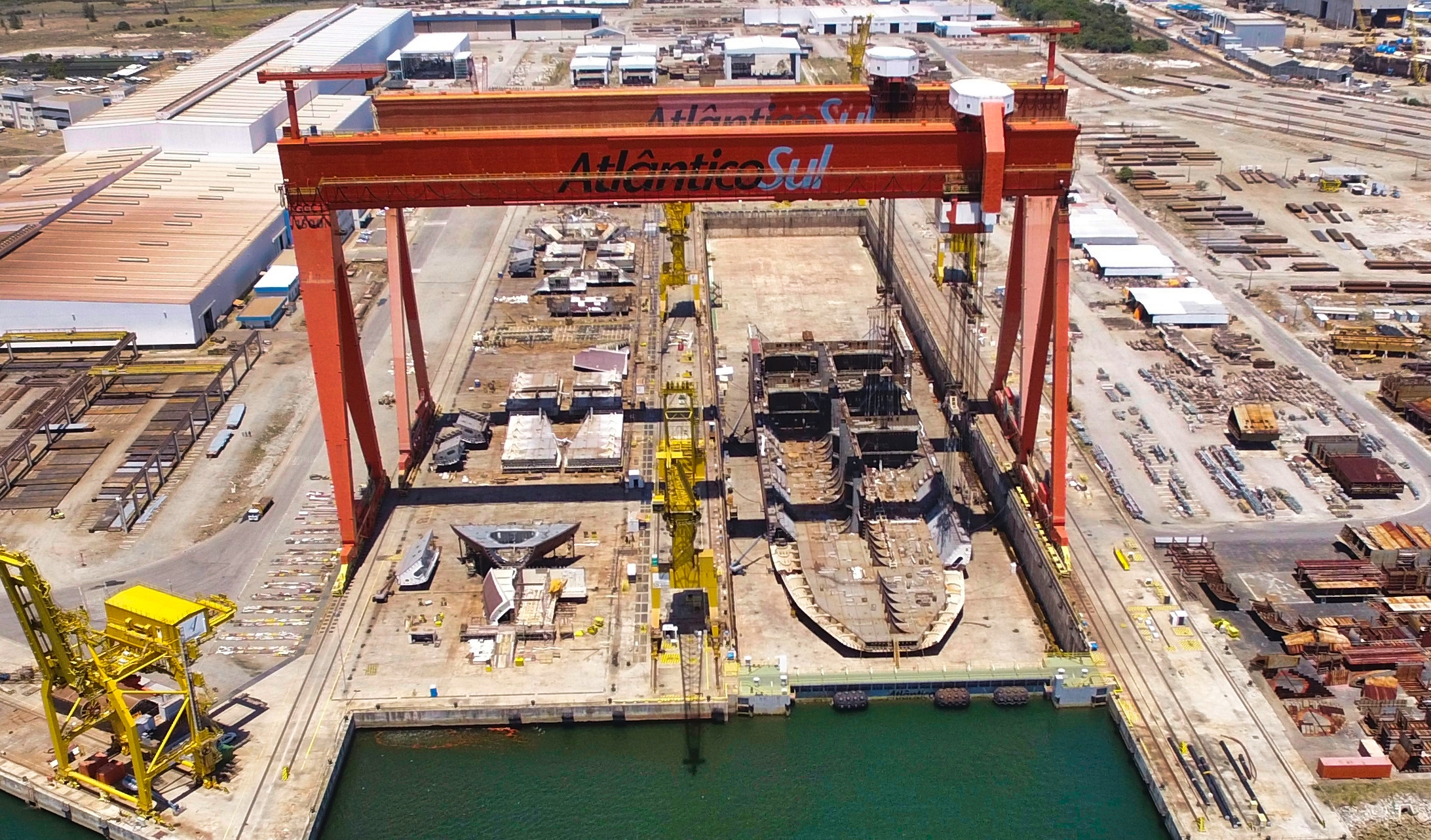
Il Cantiere Navale Atlântico Sul ha una struttura lunga 400 metri, larga 73 metri e profonda 12 metri.